# Pržojne
Pržojne (cyr. Пржојне) – wieś w Serbii, w okręgu jablanickim, w gminie Vlasotince. W 2011 roku liczyła 27 mieszkańców.